# Fontelas
Fontelas ist eine Gemeinde (Freguesia) im portugiesischen Kreis Peso da Régua. In ihr leben 630 Einwohner (Stand 19. April 2021).